# 아베나키족
아베나키족(Abenaki 또는 Abnaki)은 네이티브 아메리칸 부족이며, 퍼스트 네이션의 부족이며, 북미의 북동쪽에 거주하는 알곤킨족이다. 아베나키 부족은 미국의 뉴잉글랜드 지역과 그리고 동부 알곤킨어로 ‘와바나키’(새벽의 땅)라고 불리는 지역인 캐나다 퀘벡과 캐나다 연해주에 살고 있다. 아베나키 부족은 와바나키 연맹을 구성하는 다섯 부족 중 하나이다. 아베나키는 언어적, 지리적 집단이며, 역사적으로 강력한 구심점을 가진 존재는 없었지만, 많은 문화적 특징을 공유하는 많은 수의 작은 무리와 부족들이 등록되어 있다.